# Yin Lichuan
Yin Lichuan (xinès simplificat:尹丽川) (Chongqing, 1973) és una poeta, crítica d'art, escriptora, guionista i directora de cinema xinesa.

## Biografia
Yin Lichuan va néixer el 1973 a Chongqing (Xina). Va estudiar al Departament de Llengua i Literatura Occidental de la Universitat de Pequín, especialitzant-se en Llengua i Literatura francesa. El 1966 va viatjar a França per estudiar a l'ESEC (Escola Superior d'Estudis Cinematogràfics) de París.

### Carrera literària
Va tornar a la Xina el 1999 i va començar la seva carrera com escriptora, inicialment com a poeta.
Després va formar part del grup poetes anomenat "下半身" (Lower Body) un moviment d'avantguarda provocador del qual un dels membres més famosos era el poeta de Chengdu, Zhai Yongming (翟永明), amic de Yin. Compost per una dotzena de joves artistes nascuts entre el 1970 i el 1980, el Lower Body va crear molta polèmica en els cercles literaris entre el 2000 i el 2001. Els poemes del grup són provocadors i plens de referències sexuals explícites,on no hi ha amor ni romanticisme. Transmet un sentiment d'individualista cru on les relacions es redueixen a intercanvis mecànics i on les persones només busquen el plaer individual.
Poesia a Internet. Una altra característica de la poesia de Yin Lichuan és que s'ha publicat principalment a la xarxa. La major part de la seva obra es pot trobar al web de la Poetry Vagabond i al seu blog personal. Quan se li pregunta sobre els avantatges de la publicació a la web, no s'ho pensa dues vegades: 'immediatesa'. "El web permet als lectors publicar les seves opinions i construir una comunitat molt propera entre l'artista i els lectors",
.El març de 2001, va publicar una col·lecció d'onze, amb poemes, records i assaigs breus, sota el títol 再 舒服 一些 (Comfortable Again).
L'abril de 2002, va publicar la seva primera novel·la,(Jiànren 贱人). La novel·la va ser seguida el setembre de 2003 per un recull de poemes: "37 ° 8". Després, el 2004, va publicar una biografia de ficció del famós cineasta d'animació japonès Hayao Miyazaki.: "El món sensorial de Miyazaki" (《宫崎骏 的 感官 世界》), escrita amb el músic Shen Lihui (沙閖).
L'octubre de 2007, va publicar la col·lecció de poemes "La pintura encara no s'ha assecat" (〼朋朋朹〾朹》
Després d'una època dedicada al cinema el 2015, va publicar un recull de poemes titulat 大门. (La gran porta)

## Filmografia
| ANY  | TITOL XINÈS             | TÍTOL ANGLÈS                           | OBSERVACIONS |
| ---- | ----------------------- | -------------------------------------- | --- |
| 2006 | 公园 - Gong yuan        | The Park                               | Nominada al 26è xinès. Film Golden Rooster Award al millor director debutant. Presentada al 29è Festival Internacional de Cinema de Moscou |
| 2008 | 牛郎织女 niú lán zhī nǔ | Knitting                               | Presentada a la "Quinzena de directors" del 61è Festival Internacional de Cinema de Canes                                                  |
| 2010 | 山楂树之恋              | Under the Hawthorn Tree                | Guionista. Dirigida per Zhang Yimou, protagonitzada per Zhou Dongyu i Dou Xiao. Versió catalana amb el títol "Amor sota l'arç blanc".      |
| 2011 | 与时尚同居              | Sleepless Fashion                      | |
| 2020 | Ting jian ta shuo       | 1 episodi (Chong su) de la sèrie de TV | |
| 2024 | 出走的决心              | Like A Rolling Stone                   | |